# Боргорикко
Боргорикко, Борґорикко (італ. Borgoricco, вен. Borgorico) — муніципалітет в Італії, у регіоні Венето, провінція Падуя.
Боргорикко розташоване на відстані близько 410 км на північ від Рима, 31 км на захід від Венеції, 15 км на північний схід від Падуї.
Населення — 8703 особи (2014).
Щорічний фестиваль відбувається 6 листопада. Покровитель — San Leonardo.

## Демографія
Населення за роками:

Станом на 1 січня 2023 року в муніципалітеті офіційно проживало 958 іноземців з 36 країн, серед них 537 громадян країн Євросоюзу та 13 громадян України.

## Сусідні муніципалітети
- Камподарсего
- Кампозамп'єро
- Массанцаго
- Сан-Джорджо-делле-Пертіке
- Санта-Марія-ді-Сала
- Вілланова-ді-Кампозамп'єро